# 古宿理久
古宿 理久（ふるやど りく、2001年4月18日 - ）は、神奈川県出身のサッカー選手。ポジションは、ミッドフィールダー。

## 来歴
横浜FCのジュニアユースの出身だったが、ユースには上がれず青森山田高校に進学した。
2年生までは控えだったが3年生になるとボランチの主力として活躍し、古巣の横浜FCからオファーが来て加入が決まった。内定後に出場した第98回全国高等学校サッカー選手権大会では、優秀選手の一人に選出された。
2020年より青森山田から横浜FCに入団。2021年4月28日、ルヴァンカップ・GS第4節の柏レイソル戦でプロデビューを果たした。
2021年8月4日、水戸ホーリーホックに育成型期限付き移籍で加入した。
2022年、Y.S.C.C.横浜へ育成型期限付き移籍。
同年12月、横浜FCより契約満了が発表された。
2023年2月1日、JFLに所属している高知ユナイテッドSCに加入した。
2023年3月10日、本人の申し出により高知ユナイテッドSCを退団。
2023年5月13日、神奈川県社会人サッカーリーグ1部のYOKOHAMA FIFTY CLUBに加入したが、同年9月5日に退団が発表された。
2024年7月、神奈川県社会人リーグ所属で自身の出身クラブでもあるJFC FUTUROに、トップチーム選手兼スタッフとして加入した。
2025年、東急SレイエスFCへの加入が発表された。

## 所属クラブ
- 万騎が原FC
- JFC FUTURO
- 横浜FCジュニアユース
- 青森山田高校
- 2020年 - 2022年 横浜FC
  - 2021年8月 - 同年12月 水戸ホーリーホック（育成型期限付き移籍）
  - 2022年 Y.S.C.C.横浜（育成型期限付き移籍）
- 2023年2月 - 同年3月 - 高知ユナイテッドSC
- 2023年5月 - 同年9月 - YOKOHAMA FIFTY CLUB
- 2024年7月 -  JFC FUTURO
- 2025年4月 - 東急SレイエスFC

## 個人成績
| 国内大会個人成績 | 国内大会個人成績 | 国内大会個人成績 | 国内大会個人成績 | 国内大会個人成績                             | 国内大会個人成績 | 国内大会個人成績 | 国内大会個人成績 | 国内大会個人成績 | 国内大会個人成績 | 国内大会個人成績 | 国内大会個人成績 |
| 年度             | クラブ           | 背番号           | リーグ           | リーグ戦                                     | リーグ戦         | リーグ杯         | リーグ杯         | オープン杯       | オープン杯       | 期間通算         | 期間通算         |
| 年度             | クラブ           | 背番号           | リーグ           | 出場                                         | 得点             | 出場             | 得点             | 出場             | 得点             | 出場             | 得点             |
| 日本             | 日本             | 日本             | 日本             | リーグ戦                                     | リーグ戦         | リーグ杯         | リーグ杯         | 天皇杯           | 天皇杯           | 期間通算         | 期間通算         |
| ---------------- | ---------------- | ---------------- | ---------------- | -------------------------------------------- | ---------------- | ---------------- | ---------------- | ---------------- | ---------------- | ---------------- | ---------------- |
| 2020             | 横浜FC           | 32               | J1               | 0                                            | 0                | 0                | 0                | -                | -                | 0                | 0                |
| 2021             | 横浜FC           | 32               | J1               | 2                                            | 0                | 3                | 0                | 1                | 0                | 6                | 0                |
| 2021             | 水戸             | 27               | J2               | 1                                            | 0                | -                | -                | -                | -                | 1                | 0                |
| 2022             | YS横浜           | 32               | J3               | 16                                           | 0                | -                | -                | -                | -                | 16               | 0                |
| 2023             | FIFTY            | 18               | 神奈川1部        |                                              |                  | -                | -                | -                | -                |                  |                  |
| 通算             | 日本             | 日本             | J1               | 2                                            | 0                | 3                | 0                | 1                | 0                | 6                | 0                |
| 通算             | 日本             | 日本             | J2               | 1                                            | 0                | -                | -                | -                | -                | 1                | 0                |
| 通算             | 日本             | 日本             | J3               | 16                                           | 0                | -                | -                | -                | -                | 16               | 0                |
| 通算             | 日本             | 日本             | 神奈川1部        | \|\|\|\|colspan=2\|-\|\|colspan=2\|-\|\|\|\| |                  |                  |                  |                  |                  |                  |                  |
| 総通算           | 総通算           | 総通算           | 総通算           | 19                                           | 0                | 3                | 0                | 1                | 0                | 23               | 0                |

## タイトル

### 個人
- 全国高等学校総合体育大会サッカー競技大会・優秀選手（2019年）